# U.S. Bank Tower
Der U.S. Bank Tower ist ein 73-stöckiger Wolkenkratzer in Los Angeles, Kalifornien.

## Beschreibung

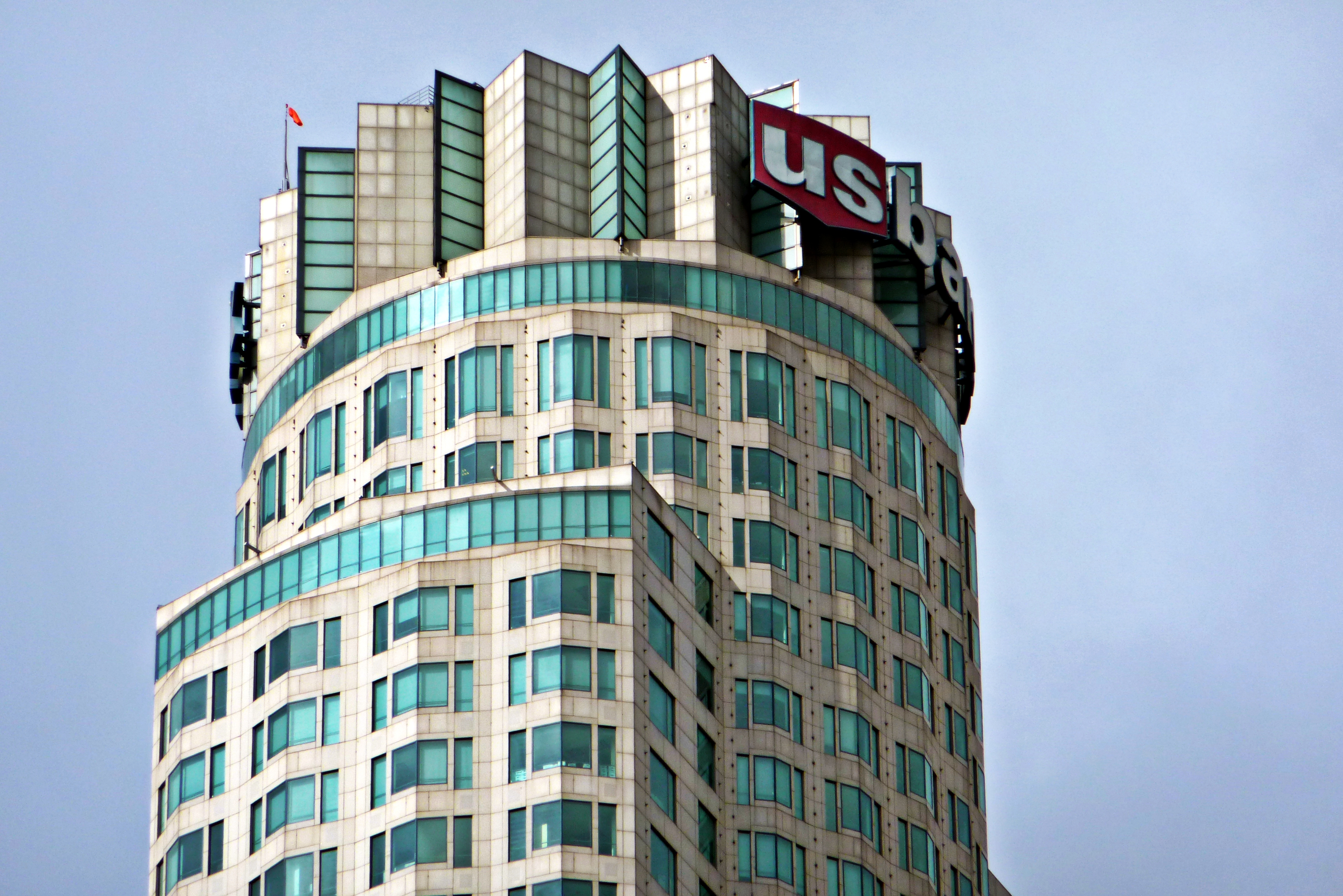
Der obere Teil des Gebäudes

Das Bauwerk ist das zweithöchste Gebäude in Los Angeles, Kalifornien, das dritthöchste der Westküste der Vereinigten Staaten sowie das 25.-höchste der USA. Im Jahr 2017 übertraf der neue Wilshire Grand Tower mit 335 Metern den U.S. Bank Tower in seiner Position als höchstes Gebäude der Stadt. Der 310 Meter hohe Wolkenkratzer wurde in den Jahren 1987 bis 1989 als First Interstate World Center gebaut und ist als einer der wenigen Wolkenkratzer in der häufig von Erdbeben heimgesuchten Metropole auf Erdbebensicherheit ausgelegt. Er soll Beben bis zu einer Stärke von 8,3 auf der Richter-Skala standhalten.
Die Kosten für das Gebäude betrugen 350 Millionen US-Dollar. Es wurde vom Architektenbüro Pei Cobb Freed & Partners entworfen.
Seitdem die ursprüngliche Eigentümerin, die First Interstate Bank der USA mit der Wells Fargo Bank verschmolz, wurde das Gebäude auch als Library Tower bekannt, da es als Teil des Neubaus von Anlagen der Los Angeles Central Library gilt. Im März 2003 erwarb die U.S. Bancorp das Gebäude, von da an wurde es U.S. Bank Tower genannt.
Oberhalb der 73 Etagen ist auf dem Dach der höchste auf einem Gebäude befindliche Helikopter-Landeplatz. Ebenfalls auf dem Dach befinden sich zwei 23 Meter hohe, beleuchtete Logos der U.S. Bancorp.
Ende Juni 2016 wurde am Gebäude, zwischen den 70. und 71. Stockwerk eine Glasrutsche gebaut. Mit einer maximalen Höhe von 280 m über dem Boden gelegen, ist die Skyslide an der Seite des US Bank Tower die höchste Glasrutsche außerhalb eines Gebäudes der Welt. Die im Jahr 2016 aus 32 mm dickem Glas gebaute, 14 m lange Rutsche zieht sich vom 70. in den 69. Stock des Wolkenkratzers und ist als Touristenattraktion konzipiert. Die Skyslide ist eine ca. 1,2 m breite, vollständig geschlossene Glasröhre, die für 27 € einen Blick auf die Innenstadt von Los Angeles bietet. Das Glas könne das Gewicht von zwei Blauwalen tragen, ohne sich zu bewegen, so John Gamboa, Vizepräsident von OUE Skyspace, in einem Interview mit CNN.

## Terroranschlagspläne 2002
Der damalige Präsident George W. Bush gab am 9. Februar 2006 bekannt, dass die Terrororganisation Al-Qaida einen Anschlag mit einem Flugzeug auf den U.S. Bank Tower geplant habe, ähnlich wie am 11. September 2001 auf das New Yorker World Trade Center.

## Trivia
- Im Film Independence Day (1996) nimmt die Zerstörung LAs durch den Einsatz der Hauptwaffe der Aliens an diesem Gebäude ihren Anfang.
- Im Film The Day After Tomorrow (2004) wird das Gebäude von einem Tornado schwer beschädigt.
- In den Videospielen Grand Theft Auto: San Andreas und Grand Theft Auto V gibt es jeweils eine Anspielung auf das Gebäude. Dort heißt dieses Gebäude jedoch Maze Bank Tower.
- Im Film 2012 (2009) wird das Gebäude von einem gewaltigen Erdbeben zerstört.
- In der Doku-Serie Zukunft ohne Menschen des History Channel wird gezeigt, wie sich eine Zukunft ohne Menschen auf das Gebäude auswirkt. Ein mittleres Erdbeben wird es nach 600 Jahren schließlich zu Fall bringen.
- Im Film Big Ass Spider! (2013) verschanzt sich eine Monsterspinne beim Finale des Films auf dem Gebäude.
- Im Film San Andreas (2015) wird das Gebäude von einem Erdbeben der Stärke 9,1 getroffen und bricht zusammen.

## Einzelnachweise

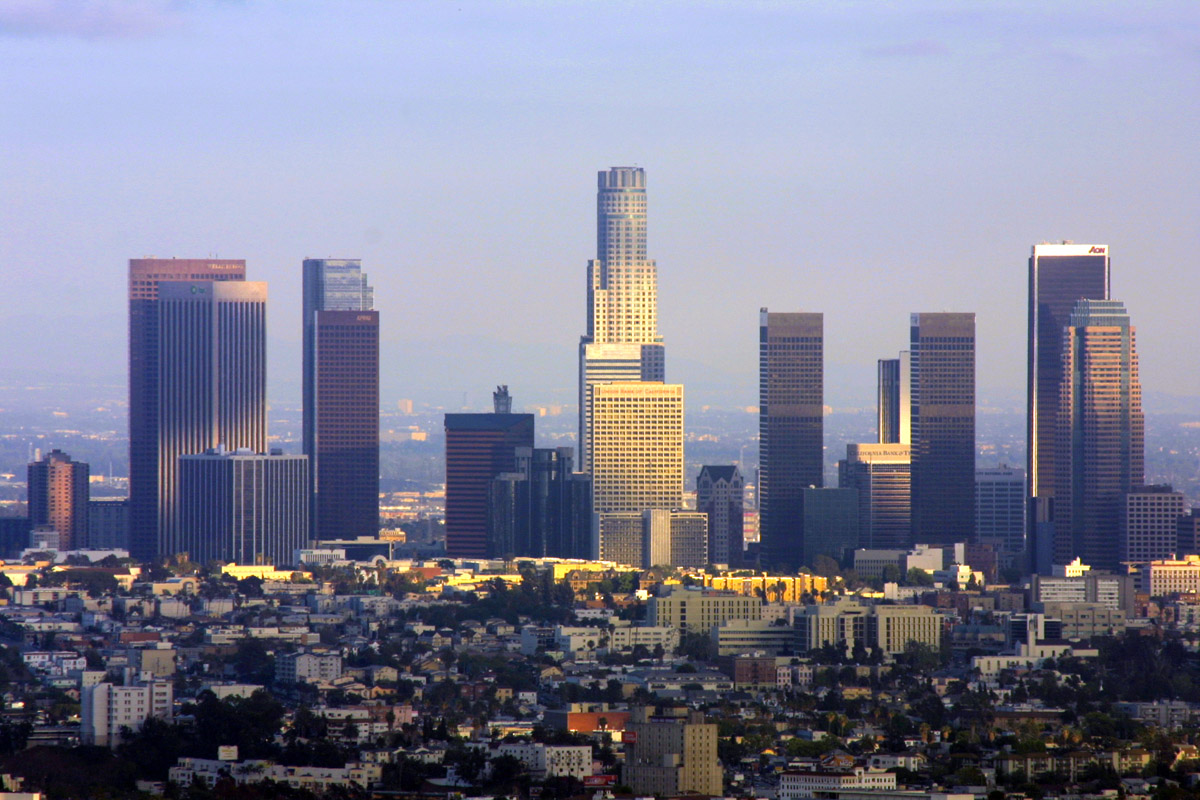
Skyline von Los Angeles mit U.S. Bank Tower